# 戈勒姆斯布魯夫 (阿拉巴馬州)
戈勒姆斯布魯夫（英語：Gorham's Bluff）是一個位於美國阿拉巴馬州傑克遜縣的非建制地區。該地的面積和人口皆未知。

## 地理
戈勒姆斯布魯夫的座標為34°44′07″N 85°50′36″W / 34.73527°N 85.84333°W，而該地的平均海拔高度為400米（即1300英尺）。